# Biguá (Miracatu)
Biguá é um bairro rural (área urbana isolada) do município brasileiro de Miracatu, no interior do estado de São Paulo.

## História

### Origem
O bairro se desenvolveu ao redor da estação ferroviária Biguá, inaugurada pela Southern São Paulo Railway em 03/05/1920.
Foi um dos grandes pontos de parada de trens em Miracatu, desenvolvendo-se através da monocultura da banana liderada em sua grande maioria por imigrantes japoneses que vieram para melhorar de vida.

### Toponímia
A origem do nome Biguá se dá em homenagem a uma ave. O nome vem do tupi Mbiguá, que foi aportuguesado com o tempo.

## Geografia

### Demografia

#### População urbana
| Crescimento população urbana | Crescimento população urbana | Crescimento população urbana | Crescimento população urbana |
| Censo                        | Pop.                         |                              | %±                           |
| ---------------------------- | ---------------------------- | ---------------------------- | ---------------------------- |
| 1991                         | 752                          |                              | —                            |
| 2000                         | 761                          |                              | 1,2%                         |
| 2010                         | 667                          |                              | −12,4%                       |
| Fonte: IBGE e Fundação SEADE |                              |                              |                              |

Até o Censo 2010 (IBGE) Biguá era classificado pelo IBGE como área urbana isolada do distrito sede.

### Rodovias
O principal acesso ao bairro é a Rodovia Régis Bittencourt (BR-116).

### Ferrovias
Linha Santos-Juquiá (Sorocabana), estando a ferrovia atualmente desativada sob concessão da Rumo Malha Paulista.

## Serviços públicos

### Saneamento
O serviço de abastecimento de água é feito pela Companhia de Saneamento Básico do Estado de São Paulo (SABESP).

### Energia
A responsável pelo abastecimento de energia elétrica é a Neoenergia Elektro, antiga CESP.

### Telecomunicações
O bairro era atendido pela Telecomunicações de São Paulo (TELESP), que construiu a central telefônica utilizada até os dias atuais para atender Biguá e o distrito de Oliveira Barros. Em 1998 esta empresa foi vendida para a Telefônica, que em 2012 adotou a marca Vivo para suas operações.

## Religião
O Cristianismo se faz presente no bairro da seguinte forma:

### Igreja Católica
- A igreja faz parte da Diocese de Registro[14].

### Igrejas Evangélicas
- Congregação Cristã no Brasil[15].